# Annie Cordy
Annie Cordy, também conhecida como Léonie Cooreman, (Laeken, 16 de junho de 1928 – Vallauris, 4 de setembro de 2020), foi uma cantora, vedete e atriz belga.
Contou na sua carreira cerca de 700 canções gravadas, trabalhou para mais de dez musicais e operetas, de mais de quarenta filmes, mais de trinta séries e telefilmes, mais de dez peças de teatro, com certa de 10.000 galas. Muito dinâmica e sempre em boa disposição durante as suas aparições em público, elogia os méritos de sorrir, embora tenha atuado em papais menos cómicos no cinema e na ficção televisiva.
O rei da Bélgica, Alberto II, concedeu-lhe o título de baronesa em 2002, tendo escolhido a divida "Apaixão faz a força".

## Biografia
O seu pai, Jan Cornelius Cooreman, era madeireiro. A sua mãe, Maria de Leeuw, contegiu à sua filha o gosto pelas canções fazando-la escutar a TSF. Tem um irmão mais velho, Louis, e outra irmã, Jeanne.
Aos oito anos, de constituição frágil, a mãe inscreveu-a num curso de dansa. Aprendre piano e solfejo, ao mesmo tempo que continua com os seus estudos, e participou, igualmente, nas galas caritativas. Costumava dançar e cantar com éxitos da época. Rapidamente, tudo se acelerou para ela: talent shows radiofónicos, concursos,... É desta maneira como rapidamente o diretor artístico de Lido conseguiu convencê-la de partir em direção Brusselas, a sua cidade natal, e abandonar Paris. A 1 de maio de 1950 começa, por tanto, uma nova etapa como vedate na capital do amor.

### Começos
Estreou em Bruxelas no Boeuf para acabar em Paris. Em 1951 conhece aquele que posteriormente virá a ser o seu marido e empresário, François-Henri Bruneau, conhecido como "Bruno", que casou-se com ela a 3 de Fevereiro de 1958, na câmara de Bièvres, onde colocam a sua residência no mês de abril de 1960 numa grande casa conhecida como La Roseraie. Annie esteve presente em revistas como Lido e ABC. Além disso, acompanhou a caravana do Tour de França.
Em 1952 começou a mostrar as outras suas facetas do seu talento: assinou um contrato com Pathé Marconi, obtendo em Deauville o Prémio Maurice Chevalier, e estreou igualmente em La Route Fleurie com Géorge Guéotary e Bourvil. Ao mesmo tempo que se desenrola em operetas, Annie Cordy grava os seus primeiros êxitos musicais -Les trois bandis de Napoli, Bonbons caramels, Fleur de papillon, Léon, La tantina de Burgos, La ballade de Davy Corckett, etc- pelos quais conseguiu impor-se no panorama francófono. Também fez as suas primeiras aparições no grande ecrã com Si Versailles m'était conté... de Sacha Guitry (1953), Poisson d'avril com Bourvil e Louis de Funès (1954) e Bonjour sourire com Henric Salvador (1955). No mesmo ano, salta de vedete à conhecida sala Olympia e Bobino, recebendo o Grand Prix da Academia Charles-Cros pela canção "Oh Bessie !". Já em 18 de abril de 1956, cantou para as núpcias de Gracke Kelly e o príncipe de Mónaco Renaier III, que juntamente à sua esposa, modelaram o co-principado para transformar-lo num sítio sagrado por excelência no mundo das celebridades.
Após o seu êxito no cinema com Chanteur de Mexico com Luis Mariano e Bourvil, foi acolhida no continente americano: Plazza de Nova York, Copacabana de Rio de Janeiro, e depois em Cuba, no México, Porto Rico... É-lhe proposta naltura um contrato para um grande musical nos Estados Unidos, mas o seu marido e mánager não gostou da América... Por amor, abandonou uma carreira internacional prometedora.

### Artista de music-hall

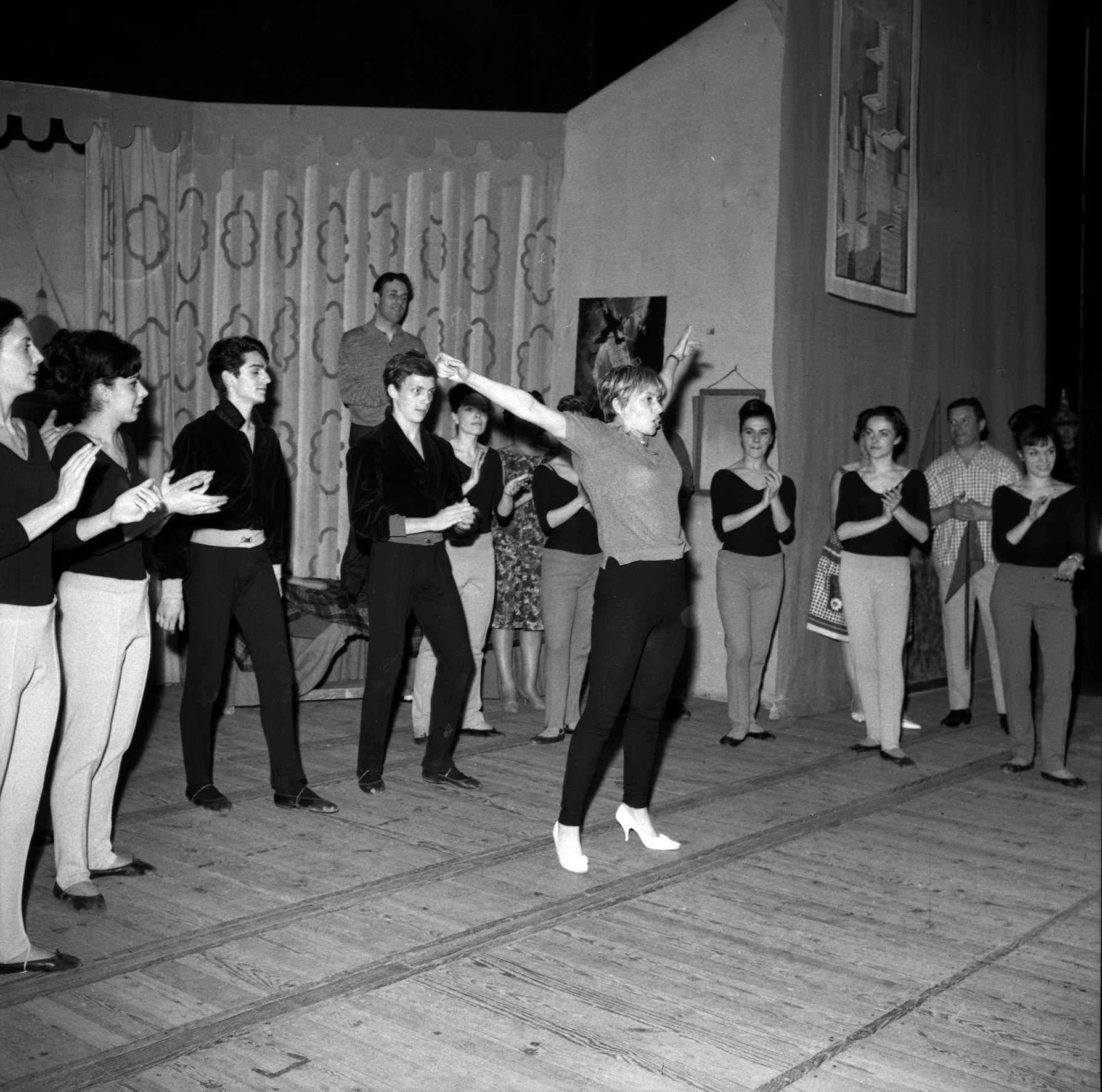
1964 - repetições de Annie Cordy para Visa pour l'amour, com L. Mariano (Toulouse)

Em 1957 começou uma nova opereta, Tête de Linotte, antes de encontrar Luís Mariano em Visa pour l'Amour (1961-1964), e Bourvil com Ouah ! Ouah ! (1965). Com Darry Cownl en tanto que compositor e colaborador, criou o Pic et Pioche no ano 1967 e em companhia de Pierre Doris, Indien vaut mieux que deux tu l'auras.
Em 1964 vola aos cenários com Bobino no momento de abertura da temporada em Peris. No mês de Febreiro de 1965, segue os conselhos de Maurice Chevalier, e apresenta em París um verdadeiro "show" onde cada canções da lugar a uma posta em cena, bailes e vestidos: Any Cordy en deux actes et 32 tableaux. Um ano mais tarde, continúa com a tourné internacional que fá-la passar por Berlím ou Madrid, passando por Moscovo -onde terá de voltar para 19 concertos no ano a seguir.
Em 1972, criou a versão francesa de Hello, Dolly !, através da qual vai conseguir um Award pela melhor show-woman europeia, triumfando assim con Nini la Chance (1976) e Envoyez la musique ! (1982)... Ao mesmo tempo conhece o êxito no teatro, com a interpretação em Madame Sans Gêne e Madame de Sévigné. Em 1994, a sua interpretaç~åo da Célestine consagra definitivamente o seu talento dramâtico.

### Cantora
Embora tudo isto, continuou a gravar canções de êxito: continua gravant cançons exitoses: Cigarettes, Whisky et P'tites Pépées (1957), Hello le soleil brille (nº 1 durant 26 setmanes al 1958), Nick nack paddy whack (1959), Salade de fruits (1959), Un clair de lune à Maubeuge (1962), Six roses (1964), Le p'tit coup de chance (1965), 'T'as vu Monte Carlo (1969), Hello, Dolly! (1972), La Bonne du curé (més d'un milió de discs venuts en 1974), Frida oum papa (1975), La bébête (1976), Ça ira mieux demain (1976), Nini la chance (1976), Le kazou (1979), Señorita Raspa (1980), Tata Yoyo (1981), Cho Ka Ka O (1985), Les enfants de la terre (1998) … e continuou com as galas seguindo um ritmo desencadeado -esteve presente em cerca de 10 mil e gravou mais de 700 canções. Numa entrevista, até chegou a revelar que, contando com a versões, as homenágens em plateias de televisão e as gravações, cantou cerca de 2000 canções.
A partir de 2008, participou com outros cantores da década dos 1960 até aos 1980 nas temporadas 3, 6 e 8 da tourné "Âge tendre et tête de bois".

### Atriz de cinema
Em 1969, Annie Corda gravou Le Passager de la puie, filme dirigido por René Clément, o que permitiu-lhe desvelar o seu talento pelo drama fantástico. Talento que acabou por ser confirmado com Le Chat (1971) ao lado de Jean Gabin e Simone Signoret, mas também com Rue Haute (prémio pela melhor atriz 1976) e Un été après l'autre (1989).
Aparece igualmente em vários filmes populares, como Elle court, elle court la banlieue (1973), La Vengeance d'une blonde (1994), Madame Édouard (2004), Disco (2008) e Le crime est notre affaire (2008), além de dubrar para desenhos animados como Pocahontas (1995) para a versão francófona e, também, em Brother Bear. Em total, destes, 19 filmes ultrapassaram o milhão de entradas na França.
A 18 de maio de 2016, por primeira vez, pisou as escadas do Festival de Cannes graças ao filme Le Cancre, ao lado de Paul Vecchiali, Catherine Deneuve e Matiheu Amalric.
Ao longo da sua carreira, gravou em cerca de quarenta filmes.

### Atriz de televisão
Em 1981, transformou-se na heroína habitual da série de televisão Madame S.O.S., onde interpretou o papel principal, assim como em outras séries ao longo da década. Durante os anos 90 grava ao lado de Charles Aznavour a Baldipata, Sans Cérémonie, Baldi et Tini et Passage du Bac.
Em 2003 e 3005, gravou Fabien Cosma e Le Tuteur com Roland Magdane.
Já em 2012, interpretou no prime-time de "Scènes de ménages", programa de televisão francês comprado à televisão espanhola. Concretamente, interpreta Marion. Nos finais de 2013, interpreta um episódio da série da France 2, Y'a pas d'âge com Jérôme Commandeur, assim como Chefs.
Ao longo da sua carreira, gravou umas trinta séries de televisão e telefilmes.

### Televisão
Durante os anos 1970 e 1980, Annie foi a convidada mais frequente das plateias de televisão, sobretudo nos programas de Carpantier, Danièle Gilbert ou Michel Drucker.
Nos programas, interpretou duetos com a maioria das grandes estrelas do momento, como Sacha Distel, Dalida, Petula Clar, Sheila, Jacques Dutronc, Danièle Gilbert, Mireille Mathieu ou Júlio Iglesias e Enric Maciac, etc.
Foi convidada várias vezes à Gala de l'Union des Artistes, como foi o caso em 1953, 1959, 1970 e 1981.
Entre 1977 e 1978, foi a apresentadora de Chansons à la carte para o canal francófono belga RTBF.
Durante o verão de 1985, foi também apresentadora de alguns número do jogo televisivo Anagram do canal privado francês TF1.
Já em 2000, participou no concerto dos Enfoirés, transmitido pela France 3, uma cerimónia dedicada à caridade e que colectou um êxito espetacular na França, pois costumou-se convidar a artistas importantes do momento assim como da céna musical em geral. Em 2000 atua também na gira de caridade com Alein Souchoun e Francis Cabrel.
Em 2006 Annie Cordi é a vos de "Moi, Belgique", um série de documentários sobre a história da Bélgica, emitidos na RTBF.
Hoje anida é uma celebridade recurrente das plateias televisiva como La Méthode Cauet, Tous Ensemble, les Enfants de la télé a TF1, C'est au programme, les Années Bonheur, le Plus grand cabaret du monde, Vivement Dimanche na France 2, Les Grands du Rire, Chabada, Les Chansons d'abord, Questions pour un champion (spéciale idoles) na France 3, C à vous a France 5, le Morning Live na M6 ou Touche pas à mon poste de C8
Também foi convidada hatibual de programas de homenagem como nos de Carpentier ou Dalida, por exemplo, em 2012 na France 3.
No mês de outubro de 2010, a France 3 consagrou um programa de noite à cantora, Tous vos amis sont là. Programa apresentado por Stéphane Bern com muitos convidados.
No mês de janeiro de 2015, a France 3 consagrou-lhe outro programa nocturno, sempre apresentado por Stéphane Bern, C'est votre vie.

### Publicidade
Durante a sua carreira, Annie Cordy presta a sua imagem para diversas marcas de publicidade. Beka propõe-lhe, por exemplo, fazer publicidades dos seus sofás-cama.
Em 1958 transforma-se em embaixadora da cerveja com Triple Piedboeuf.
Mas uma das principais publididades que gravou encontra-se no ano 1960, para as bonecas de brinquedo Aka, onde consegue publicar o seu êxito Mon chouette Pépin.
Na década dos 1975 vola aos anúncios de cerveja com Gueze Bellevue.
Em 1975 presta a sua imagem aos robôs STECA.
Nos inícios de 2000, vola a prestar a sua imagem para se converter em embaixadora da marca de lenceria La Croix.

### Últimos trabalhos e morte
A 9 de fevereiro de 1989, Annie Dordy perdeu o seu marido Henri Bruneau (conhecido como Bruno). Os primeiros anos dos 1990 anunciam-se difíceis, mas a cantora volta a encontrar o sorriso graças ao trabalho e ao cenário.
Em 1998 festejou o seu 70 aniversário e os seus 50 anos de carreira profissional no Olympia, para publicar as suas memórias sob o título Nini la Chance.
Aparece várias vezes de maneira destacada na televisão, sobretudo com Michaël Youn no Morning Live da M6, onde cantou com os Bratislava Boys e o "Stach, Stach", um êxito absoluto na França, mas igualmente um squesh do programa Frères Taloche.
Vola em 2003 a dinâmica das tournés com o seu espetáculo Que du Bonheur !, onde conheceu um grande êxito durante tres anos, para despois começar duas novas peças de teatro (2006), Lily et Lily e Laissez-moi (2009).
A partir de 2008, formou parte das temporadas 3, 65 e 8 da tourné Âge Tendre et Têtes de bois.
Em novembro de 2011, participou no álbum de Thierry Gali II com "Il était une fois", com o apoio de UNICEF, assim como, um ano depois, com Je prends ma route, canção caritativa favorável à associação Les voix de l'enfant.
Em 2014 gravou Histoire d'amours, para a associação Le Refuge, que criou o colectivo de 200 artistas, Les Funambules. O lançamento foi em outubro de 2015.
Já em janeiro de 2015 publicou o seu álbum Joeyx anniversaire M'sieur Dutronc, um álbum de homenagem a Jacques Dutronc. Trata-se uma vez mais de um coletivo de artistas que retoman algumas das mais grandes canções do cantor. Participam Annie Cordy, Julien Doré, Nicola Sirki, Francis Cabre, Zaz, Thomas Dutronc, Brigitte, Camélia Jordana, etc.
Gravou em 2015 um dueto com Michou (para os seus 85 anos e 60 de cabaret), com o título 85% d'amour et 60 ans de caberet.
Atuou igualmente no filme, Le Cancre, de e com Paul Vecchiali, Cathernie Deneuve e Mathieu Amalric, projetado no Festival de Canes.
Nos finais de 2017 gravou um filme, Tamara 2, e um telefilme para France 3, que saiu em 2018.
Morreu no dia 4 de setembro de 2020 em Vallauris, aos 92 anos, de parada cardíaca.

## Distinções

### Concessão nobiliária
A 11 de Outubro de 2014, o rei dos belgues, Alberto II, cebe as letras patentes Léonie Cooreman, concessão nobiliária pessoal com o título de baronessa.

### Condecorações
- Officier de l'ordre de Léopold (1998)[9]
- Commandeur de l'ordre de la Couronne (2014)[10]

### Honras
- Cidadã de honra da cidade de Brusselas (2004)
- Em virtudo dos 90 anos de Annie Cordy, la cidade de Brusselas rende homnagem durante a edição 2018 de Ommegang, no inícios de julho, dando o seu nome a um lugar célebre da cidade, així com el desvetllament d'un fresc a la imatge de la ciutat

## Discografia

### Álbuns de estúdio
- 1978: Hello Dolly
- 1988: L'Arbre à chansons
- 1997: Les trois bandits de Napoli
- 1998: Annie Cordy chante Broadway
- 2012: Ça me plait... Pourvu que ça vous plaise
- 2014: Annie Cordy chante Noël

### Compilações
- 1992: Collection Or: Tata Yoyo
- 1998: Best of Annie Cordy : 50 ans de succès
- 1999: Le Meilleur d'Annie Cordy
- 2001: Annie Cordy fait la fête !
- 2002: Les indispensables d'Annie Cordy
- 2002: Les Indispensables de Annie Cordy vol.2
- 2004: J'adore la chanson française
- 2004: Bonbons caramels
- 2005: Que du bonheur
- 2005: Fleur de papillon
- 2006: Annie Cordy 1957 / 1960 vol.1
- 2006: Annie Cordy 1963 / 1965 vol.2
- 2010: Intégrale d'Annie Cordy vol.1 : Les Années Columbia Pathé (1952-1969)
- 2012: Intégrale d'Annie Cordy vol.2 : Les Années CBS (1970-2010)
- Les Années Chansons / vol.1
- Les Années Chansons / vol.2

### 45 Tournés
- 1957: Cigarettes, whisky et p'tites pépées
- 1969: La Route fleurie (avec Bourvil)
- 1974: Oh ! La la
- 1978: La Bonne du curé
- 1981: Tata Yoyo
- 1990: Une heure avec Annie Cordy
- 1992: Oh la la quelle soirée !
- 1998: Pince-moi j'hallucine (avec Le Grand Orchestre du Splendid)
- 2001: Danse Annie !
- 2002: Bravo à Annie Cordy

### Colaborações com Walt Disney
- 1977: Les Aventures de Bernard et Bianca

### Em público
- 1975: À l'Olympia
- 1995: À l'Olympia
- 1999: Live

### CD&DVD ao vivo
- 1955: Le Tour de Chant d'Annie Cordy, enregistrat a L'Olympia de Paris (Vinyle)
- 1960: Pleins Feux sur Annie Cordy (Vinyle)
- 1961: Live at Club Domino (Vinyle)
- 1965: Théâtre Gramont 1965, gravado al Théâtre Gramont (Vinyle)
- 1966: Grand Récital (Vinyle)[11]
- 1968: Bobino 68, enregistrat a Bobino (Vinyle)
- 1975: Annie Cordy à L'Olympia, gravado no Olympia de Paris (Vinyle)
- 1979: Annie Cordy, Olympia 79, gravado no Olympia de Paris (Vinyle)
- 1998: Annie Cordy, 50 ans de succès, gravado no Olympia à l'occasion de ses 70 ans et ses 50 ans de carrière (DVD)
- 2000: Annie Cordy Live, CD de l'Olympia 98', però sortit dos anys després
- 2000: Enfoirés en 2000, gravado no zénith de Paris (DVD et CD)
- 2004: Que du bonheur !, gravat al teatre Sebastopol de Lille (DVD)
- 2008: Age Tendre, la tournée des idoles, temporada 3 (CD & DVD)
- 2011: Age Tendre, la tournée des idoles, temporada 6 (CD & DVD)
- 2013: Age Tendre, la tournée des idoles, temporada 8 (CD & DVD)

### Disco-livre
Narração da adaptação do disco-livre: Aventures de Bernard et Bianca.

### Duetos
| Ano  | Com                                                        | Canções                                | Notas  |
| ---- | ---------------------------------------------------------- | -------------------------------------- | ------ |
| 1967 | Darry Cowl                                                 | Pic et Pioche                          | [ 12 ] |
| 1970 | Claude François                                            | Fallait m'le dire                      | [ 13 ] |
| 1971 | Jacques Dutronc                                            | Les Play-boys                          |        |
| 1971 | Charles Aznavour                                           | For me formidable                      | [ 14 ] |
| 1971 | Michel Simon et Enrico Macias                              | Comme de bien entendu                  | [ 15 ] |
| 1972 | Pierre Perret                                              | Tout va très bien madame la marquise   | [ 16 ] |
| 1972 | Charles Trenet                                             | Fleur bleue                            | [ 17 ] |
| 1973 | Charles Aznavour                                           | Fallait m'le dire                      |        |
| 1973 | Charles Aznavour                                           | Elle vendait des p'tits gâteaux        |        |
| 1973 | Charles Aznavour                                           | Tu te laisses aller                    | [ 18 ] |
| 1973 | Nicoletta                                                  |                                        | [ 19 ] |
| 1974 | Jacques Martin                                             | Quand ma cousine fait la cuisine       |        |
| 1974 | Sacha Distel                                               | Bras dessus bras dessous               |        |
| 1974 | Enrico Macias                                              | Amour, castagnettes et tango           |        |
| 1974 | Sheila                                                     | Daisy                                  | [ 20 ] |
| 1974 | Jacques Martin                                             | La Petite Souris                       | [ 21 ] |
| 1975 | Guy Béart                                                  | Quand un homme                         |        |
| 1975 | Dave                                                       | Une ballade Hollandaise                | [ 22 ] |
| 1975 | Enrico Macias                                              | Made in Normandie                      |        |
| 1975 | Mireille Mathieu                                           | Hello Annie, Hello Mimi                | [ 23 ] |
| 1976 | Gianni Nazzaro                                             | Medley de chansons napolitaines        | [ 24 ] |
| 1976 | Arthur Plasschaert                                         | Alleluia                               | [ 25 ] |
| 1976 | Mort Shuman, Dave, Claude Véga, Gianni Nazzaro, Yves Lecoq | La famille des Bouchembiais            |        |
| 1976 | Joe Dassin                                                 | La Statue                              |        |
| 1976 | Mort Shuman                                                | Medley                                 |        |
| 1976 | Yves Lecoq                                                 | We join the Navy                       |        |
| 1976 | Dalida                                                     | El manisero                            | [ 26 ] |
| 1976 | Salvatore Adamo                                            | Les Filles du bord de mer              | [ 27 ] |
| 1977 | Claude François                                            | Une chanson française                  | [ 28 ] |
| 1978 | Claude Véga                                                | Shine on your shoes                    |        |
| 1978 | Petula Clark                                               | I want be loved by you                 |        |
| 1978 | Sacha Distel et Petula Clark                               | Buvons à la santé                      | [ 29 ] |
| 1979 | Dave                                                       | On est tous un peu bohème              | [ 30 ] |
| 1979 | Enrico Macias                                              | Tous les enfants                       |        |
| 1979 | Michel Drucker                                             | Faire le clown                         |        |
| 1979 | Jeane Manson                                               | Medley Maurice Chevalier               |        |
| 1979 | Sacha Distel                                               | Cigarettes, whisky et p'tites pépées   |        |
| 1979 | Joe Dassin                                                 | Côté banjo, côté violon                | [ 31 ] |
| 1979 | Francis Perrin                                             | Just a rigolo                          | [ 32 ] |
| 1980 | Renaud                                                     | Tel qu'il est, il me plait             | [ 33 ] |
| 1980 | Carlos, Sacha Distel                                       | D'Artagnan                             |        |
| 1980 | Mort Shuman                                                | Ah ! Quel beau mec                     |        |
| 1980 | Poivre et Sel                                              | Bei mir bist du schon                  |        |
| 1980 | Karen Cheryl                                               | Initiation                             | [ 34 ] |
| 1980 | Carlos e Danièle Gilbert                                   | Kikadikadekado                         | [ 35 ] |
| 1980 | Julio Iglesias                                             | Cielito lindo                          | [ 36 ] |
| 1981 | Line Renaud                                                | Douce France                           |        |
| 1981 | Line Renaud                                                | Avec son ukulélé                       |        |
| 1981 | Line Renaud                                                | Yes Sir, that's my baby                |        |
| 1982 | Gérard Chambre et Patrick Préjean                          | Une chanson ça vient comme ça          | [ 37 ] |
| 1984 | Sacha Distel                                               | A la mi-août                           | [ 38 ] |
| 1987 | Serge Lama                                                 | Les p'tites femmes de Pigalle          |        |
| 1987 | Michel Drucker                                             | Les Clodos                             |        |
| 1987 | Charles Aznavour                                           | For me formidable                      |        |
| 1989 | Frédéric Mitterand                                         | La chanson des Jumelles                | [ 39 ] |
| 1989 | Line Renaud                                                | On était swing                         | [ 40 ] |
| 1992 | Pascal Sevran                                              | Paris java                             | [ 41 ] |
| 1995 | Pascal Sevran                                              | Nous nous reverrons un jour ou l'autre | [ 42 ] |
| 2004 | Patrick Sébastien                                          | Le P'tit coup de chance                | [ 43 ] |
| 2012 | David Alexis                                               | C'est pour ton bien                    | [ 44 ] |
| 2013 | Vincent Niclo                                              | C'est magnifique                       | [ 45 ] |
| 2014 | Dave                                                       | Un visa pour l'amour                   | [ 46 ] |
| 2016 | Cyrille Gallais                                            | L'indifférence                         |        |
| 2016 | Michou                                                     | 85% d'amour et 60 ans de cabaret       |        |

### Canções
As canções mais conhecidas mostram habitualmente o seu caráter fantasista: gravou mais de 700 canções até hoje e obteve por elas discos de ouro.
- Les Trois Bandits de Napoli (1952)
- Quand c'est aux autos de passer (1952)
- La bourrée d'Auvergne montagnarde (1952)
- Bonbons, caramels, esquimaux, chocolats (1953)
- Moi, J'aime les Hommes (1953)
- Je n'peux pas (1953)
- La petite Marie (1953)
- La biaiseuse (1953)
- La petite sonnette (1953)
- La fille du Cov-bois (1953)
- Et bailler et dormir (1953)
- Y'en a, y'en a pas (1953)
- Léon (1953)
- Fleur du Tyrol (1953)
- Pour les jolis yeux de Suzie (1953)
- Viens à Nogent (1954)
- Le cirque Gorgonzola (1954)
- Les douaniers du clair de Lune (1954)
- C'est toi que je préfère (1954)
- Le petit cabri (1954)
- Paris chéri (1954)
- La bagarre (1954)
- Un gars comme ça (1954)
- Le petit pélican (1955)
- Les grenadiers du roi (1955)
- Oh ! Bessie (1955)
- Popocatepetl (1955)
- Fleur de Papillon (1955)
- La belle de l'Ohio (1955)
- Quand la bâtiment va (1955)
- Miss Pommarole (1955)
- Tout au bout de la semaine (1955)
- Non, non merci (1955)
- Bill (1955)
- La femme du Pêcheur (1955)
- Pinson Sérénade (1955)
- Du Soleil (1955)
- A pied, à cheval (1955)
- Mon p'tit pote (1955)
- Café de chez nous (1955)
- Sammy (1955)
- La clarinette (1955)
- Qu'est-ce t'as mon vieux (1955)
- Le marchand de poissons (1955)
- La petite Martiniquaise (1955)
- Oui missié (1955)
- J'ai le palpitant (1955)
- Les caballeros (1955)
- Tantina de Burgos (1956)
- Freddy (1956)
- La Ballade de Davy Crockett (1956)
- Carina rina (1956)
- Lola... Lola (1956)
- Faut pas t'énerver comme ça (1956)
- Le dimanche matin (1956)
- Oranges, tabac, café (1956)
- Dis-moi pourquoi (1956)
- Mister Johnny (1956)
- Ca m'fait quelqu'chose (1956)
- La petite rouquine du vieux Brooklyn (1957)
- Hop digui di (1957)
- Coquelicots polka (1957)
- Oh ! la, la (1957)
- Tout ce que veut Lola (1957)
- La Vie de famille (1957)
- Viens à la gare (1957)
- Je t'aime (1957)
- Tête de linotte (1957)
- Jojo la fleur bleue (1957)
- C'est extraordinaire (1957)
- Le rythme des tropiques (1957)
- Un p'tit coup de folie (1957)
- Rosita (1957)
- La samba d'Ali Baba (1957)
- A pied dans la pampa (1957)
- Ah ! les brésiliennes (1957)
- Hello le soleil brille (banda original de Pont de la rivière Kwaï) (1958)
- La frotteuse de parquet (1958)
- Paris paname (1958)
- Danse (1958)
- Ton cheveu (1958)
- Comme en 1925 (1958)
- Patricia (1958)
- J'avais rêvé d'un ange (1958)
- Toréro (1958)
- Pleins feux (1958)
- Frenchie (1958)
- Attends, je viens (1958)
- Loterie nationale (1958)
- Houla houp (1958)
- Mon homme à moi (1958)
- Docteur miracle (1958)
- Au zoo de Vincennes (1958)
- Nick Nack Paddy Whack (1959)
- La fête à Loulou (1959)
- Chanson des écureuils (1959)
- Histoire de pétrole (1959)
- Le millionnaire (1959)
- Tango militaire (1959)
- Bim-bom-bey (1959)
- Pantaléon (1959)
- Petite Fleur (1959)
- Oh ! quelle nuit (1959)
- Tout doux, tout doucement (1959)
- Le tango ruminant (1959)
- Salade de fruits (1959)
- Personnalités (1959)
- Ivanhoé (1959)
- Qu'il fait bon vivre (1959)
- Tête folle (banda original de Tête folle) (1959)
- Rock-a-longa tango (1959)
- L'amour est dans ta rue (1959)
- Le ballon bleu (1959)
- Abuglubu abugluba (1959)
- Ça va comme ça (1959)
- Cha ba di... Cha ba da (1959)
- Bottle cha cha (1959)
- Cigarettes, Whisky et P'tites Pépées (band original de Cigarettes, Whisky et P'tites Pépées) (1959)
- Les papous (1960)
- Dis-le, dis-le moi (1960)
- Si tu bois dans mon verre (1960)
- Accidente (1960)
- À Bahia (1960)
- Le vieux pianola (1960)
- Ole, tango (1960)
- Allez, Hop (1960)
- Paname (1960)
- Rosalie (1960)
- La Nouvelle-Orléans (1960)
- La pétoche (1960)
- La chanson du marsupilami (1961)
- La petite troïka (1961)
- Mohican le grand (1961)
- Jambe de bois (1961)
- Banjo boy (1961)
- Baba au rhum (1961)
- Roly Poly (1961)
- Love, love ! Amour (1961)
- A la pétanque (1961)
- Les pingouins (1961)
- Sa majesté (1961)
- Que, que, hay (1961)
- La marche des anges (1961)
- Au grand bal de l'amour (1961)
- Partout (1961)
- Mon chouette pépin (1961)
- Hop, dans la rivière (1961)
- Crépuscule (1961)
- Dingue Dingue (1961)
- C'est le soleil (1961)
- Visa pour l'amour (1961) (amb Luis Mariano)
- Encore de la musique (1961) (amb Luis Mariano)
- Twist contre twist (1961) (amb Luis Mariano)
- Pour une bamba (1961) (amb Luis Mariano)
- Ah ! qu'il fait bon (1961) (amb Luis Mariano)
- À Paris (1961) (amb Luis Mariano)
- Les moustiques (1961) (amb Luis Mariano)
- Le genre américain (1961) (amb Luis Mariano)
- Cha-Cha des égoutiers (1961) (amb Luis Mariano)
- Choucrouten tango (1962)
- Zizi la twisteuse (1962)
- Marche des gueules noires (1962)
- Un clair de lune à Maubeuge (1962)
- Le jour le plus long (1962)
- Ting Toung (viens danser la bossa nova) (1962)
- Sacré trombone (1962)
- Le bal à tonton (1962)
- Anaé atoa (1963)
- For me, formidable (1963)
- Giuseppe (1963)
- Joue ta vie (1963)
- Valentine (1963)
- Je te félicite (1963)
- Mon ancien quartier (1963)
- S.O.S. pour un croulant (1963)
- Aïe, pourquoi on s'aime (1963) (amb Luis Mariano)
- C'est autre chose (1963) (amb Luis Mariano)
- Le p'tit rouquin (1963) (amb Luis Mariano)
- J'ai froid les pieds (1963)
- Oh ! Annie (1963)
- Tu m'as voulue (1963)
- OK la vie (1963)
- Six Roses (1964)
- Les guiboles (1964)
- Ah ! la campagne (1964)
- Le roi du tango (1964)
- La môme pétrolette (1964)
- A ma petite sœur (1964)
- Notre parisienne (1964)
- Dernière conquête (1964)
- Voulez-vous marcher (1964)
- Le cucurbitacée (1964)
- L'écho comique (1964)
- Cœur en feu (1964)
- Amours champêtres (1964)
- Le paradis de la femme (1964)
- Y'a quequ'chose (1964)
- P'tit homme (1964)
- La terrible parigotte (1964)
- La matchiche (1964)
- Lettre de vacances (1964)
- The monkey dance (1964)
- Oh ! Lady bigoudi (1964)
- Hé... les filles (1964)
- Quand un homme est un homme (1965)
- Samy (1965)
- La grande Kelly (1965)
- L'oiseau rare (1965)
- Le cow-boy (1965)
- Mon frère (1965)
- Faut pas pousser (1965)
- Patience (1965)
- Le p'tit coup de chance (1965) (avec Bourvil)
- J'ai un lion dans mon moteur (1965) (avec Bourvil)
- Moi ma maison (1965) (avec Bourvil)
- Ouah ! Ouah ! (1965) (avec Bourvil)
- Ne me tente pas (1965) (avec Bourvil)
- Café tabac (1965) (avec Bourvil)
- C'est d'la faute à Napoléon (1965) (avec Bourvil)
- Chanson de Zorba (1965)
- Si j'étais fille à papa (1965)
- Faut que je demande à papa (1965)
- Alors, alors (1965)
- Moustaches d'anglais (1965)
- Tant que je pourrai (1965)
- S'il vous plait, Bertrand (1965)
- Ce bruit (1966)
- Tant que tu m'as dit (1966)
- À Bogota (1966)
- La fille du Shérif (1966)
- Les bonnets-za-poils (1966)
- La petite puce (1966)
- Depuis qu'elle travaille (1966)
- Nous et les autres (1966)
- T'auras ton sapin (1966)
- As-tu vu la souris (1966)
- Quelle fiesta (1966)
- Y'a plus d'jules (1966)
- 76 trombones (1967)
- Bonsoir Léon (1967)
- La plus grande star du monde (1967)
- Docteur, est-ce grave ? (1967)
- L'accident d'Hector (1967)
- Frédérico (1967)
- Du moment que c'est anglais (1967)
- Lorsque je serai riche (1967)
- Millie, oh ! Millie (1967)
- Bois le chaïm (1967)
- Jimmy (1967)
- Le tapioca (1967)
- Punch (1967)
- Sans savoir comment (1967)
- Edgard (1967)
- Des millions soleils (1967)
- Nous les nanas (1967)
- Quand je me donne (1967)
- Pic et Pioche (1967)
- Thank u very much (1968)
- All my love (1968)
- Lady Blue (1968)
- Le tango du chat (1968)
- Poupée bouclée (1968)
- Mou, mou de mou (1968)
- Oh ! ye... (1968)
- La grande parade (1968)
- Putsy (1968)
- C'est pour ça (1969)
- Vodka (1969)
- Pauvre samouraï (1969)
- Si les mois n'avaient que vingt jours (1969)
- T'as vu Monte-Carlo ? (1969)
- Je vends des robes (1969)
- On meurt encore d'amour (1969)
- Le temps est le meilleur des médecins (1969)
- Je suis subitiste (1969)
- Je n'veux pas souffler dans le ballon (1970)
- Le Chouchou de mon Cœur (1970)
- Fallait m'le dire (1970)
- Tu, tu, tu (1970)
- Gino (1970)
- Permette signora (1970)
- Calamity (1970)
- Paris en rose (1970)
- C'est comme si (1970)
- Ballade pour un cheval (1970)
- Les clowns (1970)
- Le tambour en plume (1970)
- Quand se couche le soleil (1970)
- Allez Paris ! (1971)
- Si tu montes sur mon vélo (1971)
- Ton polichinelle (1971)
- Pépino (1971)
- Sacré bourricot (1971)
- C'est pas une vie (1971)
- Quatre pétales (1971)
- Viva la Vita (1972)
- Il va t'arriver un bonheur (1972)
- Hello Dolly (1972)
- La parade (1972)
- En un tour de main (1972)
- Mets ton plus beau costume (1972)
- Vive l’Amérique (1972)
- La leçon de danse (1972)
- Sors ton p'tit mouchoir (1972)
- Final (1972)
- Pinocchio (1972)
- Hé hé, c'est chouette ! (1973)
- T'affol' pas c'est un tango ! (1973)
- Écoute la radio (1973)
- Gaston, c'est mon patron (1973)
- Super marché (1973)
- Jours de fête (1973)
- Y'a toujours un bouchon (1973)
- La dernière bourrée à Paris (1973)
- Il ne faut pas croquer l'orange (1973)
- Chi lo sa (1973)
- Mon superman (1974)
- Pédro (1974)
- La Bonne du curé (1974)
- Viens prendre un verre (1974)
- Riquet à la houppe (1974)
- Perles et boas (1974)
- Tel qu'il est (1974)
- A la rentrée (1975)
- Ya kasiti (1975)
- Jane la tarzane (1975)
- Frida Oum Papa (1975)
- Oh la la (1975)
- La retoucheuse (1975)
- Pop moujik (1975)
- Rire (1975)
- Charlie (1975)
- Tu t'laisses aller (1975)
- Ma vie est une comédie musicale (1975)
- La Bébête (1976)
- La famille des Bouchembiais (1976)
- Nini la Chance (1976)
- Dis pourquoi tu me bats Léon (1976)
- Ça ira mieux demain (1976)
- Caramela (1976)
- Y'a des moments (1976)
- La noce à Nogent (1976)
- Le clan des écossais (1976)
- Annita Banana (1976)
- L'Hurluberlu (1977)
- Mon CRS (1977)
- Boing Boing (1977)
- Petit pâté (1977)
- Prends le temps (1977)
- Chat vit rot (1977)
- La mouette (1977)
- Joe la terreur (1977)
- Ulysse (1977)
- Zérotica (1977)
- Bernard et Bianca (1977)
- Qui qu'en veut (1978)
- On est tous un peu bohème (1978)
- La Madam (1978)
- Les lapons (1978)
- Le cerf-volant (1978)
- L'histoire de l'homme toujours content (1978)
- Vas-y roule (1978)
- Quand je suis gaie (1978)
- Le clown est triste (1978)
- Mon gros Gaston (1978)
- Oubahou (1978)
- The queen of the disco (1978)
- Le kazou (1979)
- La leçon de Kazou (1979)
- De toutes les couleurs (1979)
- Je fais le clown (1979)
- Valentin (1979)
- Mademoiselle piqure (1979)
- On va vers le printemps (1979)
- Tous les enfants sont un  peu les miens (1979)
- Le safari (1979)
- Notre dernier automne (1979)
- Je suis extra (1979)
- Les gaulois (1979)
- La Chanson de Roland (1979)
- Les rois (1979)
- Jeanne d'Arc (1979)
- Quinze cent quinze (1979)
- Les trois mousquetaires (1979)
- Le roi soleil (1979)
- Le quatorze juillet (1979)
- Les grognards (1979)
- Tout est automatique (1979)
- Ne mélangeons pas (1979)
- Je veux être clown (1979)
- J'avais peur la nuit (1979)
- Señorita Raspa (1980)
- Super Annie (1980)
- La Coupe à Ratcha  (1980)
- Tata Yoyo (1980)
- D'Artagnan (1980)
- L'Artiste (1980)
- Natacha (1980)
- La marchande de bonbons (1980)
- Annie Paris, Annie Bruxelles (1980)
- Kikadikadekado (1980)
- Ma plus jolie chanson (1980)
- Yashka (1980)
- Vanini vanillée (1981)
- Papa banjo, Maman violon (1981)
- Quand on se marie au Kentucky (1981)
- Les chiens ne font pas des chats (1981)
- Une maison et un jardin (1981)
- Coco rico (1981)
- Madame Irma de Carpentras (1981)
- L'abominable femme des neiges (1981)
- La salsa d'Anita (1981)
- Des arbres et des enfants (1981)
- Boogie-Woogie (1981)
- Le monstre du Loch Ness (1981)
- Pérou Pérou (1981)
- Un âne est toujours un âne (1982)
- Si j'étais le soleil (1982)
- Envoyez la musique (1982)
- Oscar (1982)
- Du vent (1982)
- Une chanson ça vient comme ça (1982)
- La fête des perroquets (1982)
- Frenchie Macadam (1982)
- Nini Pompon (1982)
- Tout va bien (1982)
- Je craque (1982)
- Le rock à Médor (1983)
- La vie en France (1983)
- Choubidou (1984)
- Et je smurfe (1984)
- Cho Ka Ka O (1985)
- Tous les bébés sont des géants (1985)
- Y'a des hauts, y'a des bas (1985)
- Chanson pour pépé (1985)
- Alléluia little Joe (1985)
- J'suis branchée (1985)
- J'aime encore (1985)
- Le tour de sa vie (1985)
- La banane (1985)
- Je ne vous oublie pas (1985) (avec Danièle Gilbert)
- Ce ça ke bo (1986)
- Panique sous les bananiers (1986)
- Cadichon (1986)
- La leçon de musique (1986)
- Sans-gêne (1986)
- Chants révolutionnaires (1986)
- Cot Cot Coin Coin (1987)
- Agatha (1987)
- Eléonor (1988)
- Elle enlève le haut (1988)
- Le soleil me fait chanter (1988)
- L'arbre à chanson (1988)
- Le fantôme (1988)
- C'est pas moi, c'est Murphy (1989)
- Le cœur gémeaux (1989)
- Ça manque d'hommes chez nous (1989)
- Mais l'amour dans tout ça ? (1989)
- Bonheur, santé et pépites (1989)
- L'allumée turbo (1990)
- Madame la fontaine (1992)
- Chatanooga choo choo (1994)
- Pétuli Pétula (1994)
- La vie de château (1994)
- Écoute ton cœur (banda original de Pocahontes) (1995)
- Pince moi, j'hallucine (1998)
- C'est beau de faire un Show (1998)
- C'est ça le jazz (1998)
- T'es le top (1998)
- Madame Roza (1998)
- Mon prince (1998)
- Juste un de ces riens (1998)
- La chanson d'Evita (1998)
- I love Paris (1998)
- En scène (1998)
- Être amoureux c'est merveilleux (1998)
- La vie mondaine (1998)
- Pour ce soir (1998)
- S'il revenait dans ma vie (1998)
- Quadrille au village (1998)
- Les Enfants de la Terre (1998)
- Medley (1998)
- Bravo (2002)
- Faut vivre un peu (2002)
- Yaël et le souffleur de bulles (2004)
- Aye Ma Mamy Aye Ma Mama (2004)
- Il jouait de la contrebasse (2004)
- La guitare à Chiquita (2004)
- Papa Mama Samba (2004)
- Il aurait bien voulu (2004)
- Cuanto le gusta (2004)
- Les pompiers du Mexique (2004)
- Une fille du rodéo (2004)
- C'est magique (2004)
- Je suis Belge (2005)
- Je veux (2012)
- Trois notes de musique (2012)
- Les baisers de mon cœur (2012)
- La vie est belle (2012)
- Maintenant je sais (2012)
- Des amis des deux côtés (2012)
- Hawaï 1942 (2012)
- Si Dieu existe (2012)
- La Machine à café (2012)
- Si c'est ça la vie (2012)
- C'est pour ton bien (2012)
- Nos cœurs à l'unisson (2012)
- Bien au contraire (2012)
- Noël chez Moi (2014)
- Petit Sapin Vert (2014)
- Le sapin ravi (2014)
- Let it snow (2014)
- Nono (2014)
- Feliz Navidad (2014)
- Le petit garçon qui n'aimait pas Noël (2014)
- Buon natale (2014)
- Petit papa Noël (2014)
- L'impatience (2014)
- Le bonheur va frapper chez toi (2014)
- White Christmas (Jingle Bells) (2014)
- C'est Noël (2014)
- Histoire d'amours (2014, sortie 2015)
- L'hôtesse de l'air (2015)
- L'indifférence  (2016)
- 85 % d'amour et 60 ans de cabaret  (2016)

## Filmografia

### Cinema
| Ano  | Títiulo                              | Papel                                             | Realizador                      |
| ---- | ------------------------------------ | ------------------------------------------------- | ------------------------------- |
| 1954 | Boum sur Paris                       | elle-même                                         | Maurice de Canonge              |
| 1954 | Si Versailles m'était conté...       | Predefinição:Mme Langlois                         | Sacha Guitry                    |
| 1954 | Poisson d'avril                      | Charlotte Dupuy                                   | Gilles Grangier                 |
| 1955 | La Belle des belles                  |                                                   | Robert Z. Leonard               |
| 1956 | Le Chanteur de Mexico                | Cri-Cri                                           | Richard Pottier                 |
| 1957 | Viktor und Viktoria                  | Titine                                            | Karl Anton                      |
| 1958 | Tabarin                              | Mimi                                              | Richard Pottier                 |
| 1959 | Cigarettes, Whisky et P'tites Pépées | Martine                                           | Maurice Régamey                 |
| 1960 | Tête folle                           | Annie                                             | Robert Vernay                   |
| 1965 | Ces dames s'en mêlent                | Lily                                              | Raoul André                     |
| 1965 | L'Or du duc                          | la concierge                                      | Jacques Baratier                |
| 1968 | Ces messieurs de la famille          | Maryse                                            | Raoul André                     |
| 1969 | Le Bourgeois gentil mec              | Predefinição:Mme Marthe                           | Raoul André                     |
| 1970 | Le Passager de la pluie              | Juliette                                          | René Clément                    |
| 1970 | Ces messieurs de la gâchette         | Maryse                                            | Raoul André                     |
| 1970 | La Rupture                           | Predefinição:Mme Pinelli                          | Claude Chabrol                  |
| 1971 | Le Chat                              | Nelly                                             | Pierre Granier-Deferre          |
| 1972 | Les Galets d'Étretat                 | Brigitte                                          | Sergio Gobbi                    |
| 1972 | Les Portes de feu                    | Andrée                                            | Claude Bernard-Aubert           |
| 1973 | Elle court, elle court la banlieue   | l'agent immobilier                                | Gérard Pirès                    |
| 1973 | Le Mataf                             | Nina                                              | Serge Leroy                     |
| 1973 | La Dernière Bourrée à Paris          | la psychanalyste                                  | Raoul André                     |
| 1974 | Les Gaspards                         | Ginette Lalatte                                   | Pierre Tchernia                 |
| 1974 | Commissariat de nuit                 | Pupa                                              | Guido Leoni                     |
| 1975 | Isabelle devant le désir             | la mère d'Isabelle                                | Jean-Pierre Berckmans           |
| 1975 | Souvenir of Gibraltar                | Tina, la mère                                     | Henri Xhonneux                  |
| 1976 | Rue Haute                            | Mimi                                              | André Ernotte                   |
| 1977 | Drôles de zèbres                     | la véritable baronne Jacinthe de la Tronchembiais | Guy Lux                         |
| 1983 | Le Braconnier de Dieu                | Jofrette                                          | Jean-Pierre Darras              |
| 1990 | Un été après l'autre                 | Mère Fine                                         | Anne-Marie Étienne              |
| 1994 | La Vengeance d'une blonde            | Jany                                              | Jeannot Szwarc                  |
| 2004 | Madame Édouard                       | Ginette                                           | Nadine Monfils                  |
| 2006 | Le Dernier des fous                  | Rose                                              | Laurent Achard                  |
| 2006 | C'est beau une ville la nuit         | la mamie HLM                                      | Richard Bohringer               |
| 2008 | Disco                                | Predefinição:Mme Graindorge                       | Fabien Onteniente               |
| 2008 | Le crime est notre affaire           | Babette Boutiti                                   | Pascal Thomas                   |
| 2009 | Les Herbes folles                    | la voisine                                        | Alain Resnais                   |
| 2012 | Crimes en sourdine                   | Predefinição:Mme Garcia                           | Joël Chalude et Stéphane Onfroy |
| 2014 | Le Dernier Diamant                   | Inès de Boissière                                 | Éric Barbier                    |
| 2015 | Les Souvenirs                        | Madeleine                                         | Jean-Paul Rouve                 |
| 2016 | Le Cancre                            | Christiane                                        | Paul Vecchiali                  |
| 2018 | Tamara Vol.2                         | Rose                                              | Alexandre Castagnetti           |

### Curtas metrágens
- 1995 : Vroum-Vroum de Frédéric Sojcher
- 1996 : Moi j'aime Albert de Frédéric Chaudier
- 1999 : Un Noël de chien de Nadine Monfils
- 2004 : Zartmo de Marc Dalman : la dame
- 2018 : Les Jouvencelles de Delphine Corrard : Laurenne

### Televisão

#### Telefilms
- 1978 : Le bel indifférent de Marion Sarraut
- 1978 : L'Avare de Jean Pignol : Frosine
- 1981 : Les fiançailles de feu de Pierre Bureau : Mme Hortense
- 1981 : Madame Sans-Gêne d'Abder Isker : Madame Sans-Gêne
- 1994 : La fille du roi de Philippe Triboit : Bertoune
- 1994 : Baldipata de Michel Lang : Colette
- 1995 : Fanny se fait un sang d'encre d'Alain de Halleux : Fanny Faber
- 1997 : Le diable en sabots de Nicole Berckmans : Marie Fer
- 1997 : Une mère comme on n'en fait plus de Jacques Renard : Simone Lapierre
- 1997 : Sans cérémonie : Solange Serpette
- 1999 : Baldi et Tini de David Pharao : Colette
- 2001 : La tortue de Dominique Baron : Anne Gautier, dite la tortue
- 2002 : Les rebelles de Moissac de Jean-Jacques Kah : Charlotte
- 2002 : Passage du bac d'Olivier Langlois : Émilie
- 2012 : Je retourne chez ma mère de Williams Crépin : Alice
- 2018 : Illettré de Jean-Pierre Améris : Adélaïde Perez

#### Séries de televisão
- 1960 : Rue de la Gaîté : elle-même
- 1982 : Madame S.O.S. : Mitsi, Mme S.O.S.
- 1989 : Le Bonheur d'en face : Irène Lecoin
- 1990 : Orages d'été, avis de tempête de Jean Sagols : Céline
- 1993 : Inspecteur Médeuze, Saison 1, Épisode 1, Poulet Fermier : Lucie
- 1996 : Le refuge : Hélène
- 2003 : Fabien Cosma, Saison 2, Épisode 1, Jamais trop tard : Lucette
- 2005 : Le Tuteur, Saison 2, Épisode 5, Une nouvelle vie : Antoinette Loiseau
- 2012 : Scènes de Ménage, Épisode spécial Ce soir ils reçoivent ! de Francis Duquet : la grand-mère de Marion
- 2013 : Y'a pas d'âge, Saison 1, Épisode 20, Pour revoir son ex-femme de Stéphane Marelli : Yvonne P.
- 2014 : H-Man, Épisode La super retraite de Joseph Cahill : la fille télékinétique
- 2015 : Chefs d'Arnaud Malherbe : Léonie

#### Programas de televisão
- 2010 : Signé Taloche : la gérante du restaurant

## Artes cénicas

### Musicais
- 1952: La Route fleurie opereta de Raymond Vincy, música Francis Lopez, guionista Max Révol, Théâtre des Célestins, Théâtre de l'ABC, com Georges Guétary, Bourvil
- 1957: Tête de linotte opereta de Raymond Vincy, música Francis Lopez, guionista Léon Ledoux, com Jean Richard, A.B.C.
- 1961: Visa pour l'amour de Raymond Vincy i Francis Lopez, guionista René Dupuy, com Luis Mariano, Théâtre de la Gaîté-Lyrique
- 1965: Ouah ! Ouah ! opereta de Michel André, guionista Roland Bailly, música Étienne Lorin i Gaby Wagenheim, Théâtre de l'Alhambra
- 1968: Pic et Pioche de Raymond Vincy, Jacques Mareuil e Darry Cowl, guionista Robert Thomas, Théâtre des Nouveautés
- 1967: Indien vaut mieux que deux tu l'auras amb Pierre Doris
- 1972: Hello, Dolly ! com Jacques Mareuil, Théâtre Mogador
- 1976: Nini la chance de Jacques Mareuil, música Georges Liferman, guionista Raymond Vogel, Théâtre Marigny
- 1982: Envoyez la musique de Jacques Mareuil i Gérard Gustin, guionista Raymond Vogel, com Patrick Préjean i Gérard Chambre, Théâtre de la Porte-Saint-Martin

### Peças de teatro
- 1968: Pic et Pioche de Raymond Vincy, Jacques Mareuil i Darry Cowl, guionista Robert Thomas, Théâtre des Nouveautés
- 1981 i 1987 Madame Sans Gêne
- 1986 Madame de Sévigné
- 1986 La Mienne s'appelait Régine de Pierre Rey, guionista Armand Delcampe, Théâtre de l'Œuvre
- 1986 Merci Apolline de Geneviève Martin, guionista Michel Wyn com Guy Tréjan
- 1989 Mademoiselle Plume com Charlotte Kady
- 1990 Sacrée Gladys com Jacques Balutin
- 1994 Six heures au plus tard com Xavier Percy
- 1994 La Célestine  com Gérard Chambre
- 2000 Les Joyeuses Commères de Windsor com Patrick Préjean
- 2006 Lily et Lily
- 2009 i 2010 Laissez-moi sortir de Jean-Marie Chevret, guionista Jean-Pierre Dravel i l'Olivier Macé com Mimi Lebon Théâtre Daunou